# Politico Europe
Politico Europe (estilizado como POLITICO Europe) es la edición europea de la organización de noticias estadounidense Politico que informa sobre asuntos políticos de la Unión Europea. Su sede se encuentra en Bruselas con oficinas adicionales en Londres, Berlín, Varsovia, París y Frankfurt.
En septiembre de 2014, Politico formó una empresa conjunta con la editorial alemana Axel Springer SE para lanzar su edición europea. En diciembre de 2014, la empresa conjunta anunció la adquisición de Development Institute International, una empresa líder en conferencias en Francia, y European Voice, un periódico político europeo que anteriormente formaba parte del Economist Group, para ser relanzado bajo la marca Politico.  Entre los participantes del evento de lanzamiento el 21 de abril de 2015, se encontraba el presidente del Consejo Europeo, Donald Tusk, y el presidente del Parlamento Europeo, Martin Schulz .
Politico Europe debutó con su primer número impreso dos días después, el 23 de abril de 2015.
Las principales fuentes de ingresos son la publicidad, el patrocinio de eventos y las suscripciones de pago. Casi la mitad de los ingresos provienen del negocio de las suscripciones.
En junio de 2018, por segundo año consecutivo, la encuesta anual ComRes / Burson-Marsteller entre expertos de la UE nombró a Politico Europe como la publicación más influyente sobre asuntos europeos. A pesar de su relativa novedad en el panorama de los medios de Bruselas, Politico Europe se ha posicionado por encima de publicaciones establecidas como Financial Times, The Economist, BBC y Wall Street Journal, así como Twitter y Facebook.

## Politico Pro
Politico Pro es un servicio premium de noticias sobre políticas y legislaciones que se lanzó en 2015. Las suscripciones basadas en boletines cubren diferentes áreas de políticas como agricultura y alimentos, servicios financieros, atención médica, comercio, energía y clima, tecnología y transporte. También hay productos que están menos enfocados en la industria, pero que en cambio brindan información sobre un tema determinado como el Brexit, la sostenibilidad, los datos y la digitalización, el presupuesto de la UE o la competencia. En abril de 2018, Politico Europe agregó DataPoint, una plataforma de investigación que brinda a los suscriptores acceso a presentaciones y análisis sobre temas de diversas áreas de políticas, a su cartera de suscripción. Las ofertas de pago de Politico Pro alcanzan los 45.000 suscriptores. Los precios de suscripción comienzan en 7000 euros al año, pero también pueden ser superiores.
En julio de 2018, Politico Europe anunció la adquisición de tecnología de Statehill Inc y el posterior lanzamiento de una plataforma de información basada en datos, "Pro Intelligence".

## Gente
Stephen Brown fue nombrado editor jefe en septiembre de 2019, después de haber asumido como editor ejecutivo de Matthew Kaminski, quien ahora es el editor jefe de Politico, con sede en Washington.  Brown murió repentinamente de un ataque al corazón el 18 de marzo de 2021. Jamil Anderlini asumió el cargo de editor en jefe en octubre de 2021.  Shéhérazade Semsar de-Boisséson es el director ejecutivo.
En marzo de 2018, Florian Eder se hizo cargo del emblemático boletín matutino Brussels Playbook de Ryan Heath, autor del Brussels Playbook durante tres años. En septiembre de 2017, Politico Europe lanzó el boletín matutino London Playbook con Jack Blanchard como redactor principal. Brussels Playbook tiene ahora alrededor de 90.000 suscriptores, London Playbook tiene 40.000 suscriptores.

## Perfil
La mayoría de los artículos de la publicación cubren las actividades diarias de la Comisión Europea, el Parlamento Europeo, el Consejo de la Unión Europea y las interacciones de la UE en asuntos nacionales e internacionales. Politico Europe también publica perfiles de figuras públicas importantes o influyentes dentro de la Unión Europea. Politico Europe también organiza y acoge conferencias, seminarios y debates relacionados con la UE.